# Henrique Correia da Silva
Henrique Correia da Silva foi o 19º Governador das Armas do Reino do Algarve, em Portugal.
Foi comendador de Santiago de Penamacor na Ordem de Cristo-

## Biografia
A sua família descendia de um ramo colateral da família dos senhores da Torre da Murta, iniciado por Martim Correia, fidalgo da casa do Infante D. Henrique. Por casamento de seu pai Martim com Maria de Meneses, filha de Bernardo Corte-Real, após a morte deste, o título de Alcaide de Tavira foi transferido para o seu pai por via do casamento, mantendo-se a titularidade do titulo na família até à extinção do mesmo.
Esteve na batalha de Alcácer Quibir ao lado do seu cunhado Lourenço Soares de Almada, pai do conjurado D. Antão de Almada, e ambos foram um dos oito fidalgos que foram expressamente escolhidos para acompanhar o corpo do rei D. Sebastião, falecido nessa mesma "sorte de armas", desde Faro ao Mosteiro dos Jerónimos
Substituindo D. Manuel de Mascarenhas, filho de D. Fernando de Mascarenhas, foi governador da praça marroquina de Mazagão de 7 de Setembro de 1610 a 1615, depois de ter desempenhado o lugar de Alcaide de Tavira a partir de 1582 até assumir o cargo de Governador do Algarve, onde em 1657 o filho Martim Correia da Silva, do mesmo nome que o avô, veio a assumir o mesmo posto.
Em 1637, ainda sob domínio castelhano, foi nomeado Governador do Algarve, posição já ocupada por seu pai, Martim Correia da Silva.
Notabilizou-se pelo seu papel na Restauração da Independência contra o referido domínio, tendo proclamado D. João IV em Lagos e fortalecido a fronteira com Espanha.
Até essa altura vivia no palácio de Condeixa-a-Nova do seu cunhado e companheiro d´armas.
Ao deixar o Governo Militar do Algarve tornou-se vedor da Fazenda.
O seu nome foi colocado numa rua da Freguesia de Santa Maria, no Concelho de Lagos.

## Dados genealógicos
Filho de Martim Correia da Silva.
Casou com D. Maria Violante de Castro, filha de D. Antão Soares de Almada.
Tiveram:
- Martim Correia da Silva (II)
- Joana de Menezes casada com Ambrósio Pereira de Berredo, comendador de São Mamede do Mogadouro na Ordem de Cristo e Almirante da Armada de Portugal[9], filho de António Pereira de Berredo. comendador de São João da Castanheira e São Gens de Arganil, capitão-general da Madeira e governador da Praça de Tanger, general da Armada de Portugal, e de Mariana de Portugal[10].